# Dianthus pavlovii
Dianthus pavlovii är en nejlikväxtart som beskrevs av Lazkov. Dianthus pavlovii ingår i släktet nejlikor, och familjen nejlikväxter. Inga underarter finns listade i Catalogue of Life.